# 陳德章
陳德章（1989年6月24日—），前任社會民主連線內務副主席及秘書長。

## 生平

### 官司
2013年在施政報告地區諮詢會投擲雞蛋，雞蛋擊中財政司司長曾俊華。2014年6月24日被控一項普通襲擊罪名成立。2014年11月28日在東區裁判法院被判監禁3星期，獲准保釋等候上訴。2015年4月29日高等法院駁回其上訴，陳德章需要即時服刑。
| 政黨職務      | 政黨職務                             | 政黨職務      |
| ------------- | ------------------------------------ | ------------- |
| 前任： 麥國風 | 社會民主連線秘書長 2014-2016         | 繼任： 陳寶瑩 |
| 前任： 黃浩銘 | 社會民主連線副主席（內務） 2016-2018 | 繼任： 周諾恆 |